# Samarinda
Samarinda je město v Indonésii, správní centrum provincie Východní Kalimantan. S více než 800 000 obyvatel je největším městem na ostrově Borneo. Leží na řece Mahakam nedaleko jejího ústí do Makasarského průlivu. Bylo založeno Nizozemci 21. ledna 1668, název pochází z bugijského výrazu „samarenda“ (stejně vysoký), označujícího domy původních obyvatel postavené na vodě.
Samarinda je obchodním centrem, které se rozvíjí díky ložiskům černého uhlí a ropy v okolí, vyvážejí se také vzácná dřeva a palmový olej. Díky nabídce pracovních příležitostí roste počet obyvatel o zhruba sedm procent ročně. Mezinárodní letiště Samarinda patří k nejfrekventovanějším v Indonésii. Ve městě sídlí Univerzita Mulawarman. Samarinda má množství mešit a most přes řeku Mahakam z roku 1987, významnou atrakcí je také rekreační park Tanah Merah Indah-Lempake. Na stadionu Segiri Samarinda Stadium hraje domácí zápasy fotbalový klub Borneo FC, účastník indonéské nejvyšší soutěže. Samarinda je vyhlášená kulinářskou specialitou amplang, připravovanou z rybího masa.

## Geografie

### Podnebí
| Samarinda (1991-2020) – podnebí | Samarinda (1991-2020) – podnebí | Samarinda (1991-2020) – podnebí | Samarinda (1991-2020) – podnebí | Samarinda (1991-2020) – podnebí | Samarinda (1991-2020) – podnebí | Samarinda (1991-2020) – podnebí | Samarinda (1991-2020) – podnebí | Samarinda (1991-2020) – podnebí | Samarinda (1991-2020) – podnebí | Samarinda (1991-2020) – podnebí | Samarinda (1991-2020) – podnebí | Samarinda (1991-2020) – podnebí | Samarinda (1991-2020) – podnebí |
| Období                          | leden                           | únor                            | březen                          | duben                           | květen                          | červen                          | červenec                        | srpen                           | září                            | říjen                           | listopad                        | prosinec                        | rok                             |
| ------------------------------- | ------------------------------- | ------------------------------- | ------------------------------- | ------------------------------- | ------------------------------- | ------------------------------- | ------------------------------- | ------------------------------- | ------------------------------- | ------------------------------- | ------------------------------- | ------------------------------- | ------------------------------- |
| Průměrné denní maximum [°C]     | 32,2                            | 32,5                            | 32,7                            | 32,6                            | 32,4                            | 31,9                            | 31,8                            | 32,1                            | 32,5                            | 32,6                            | 32,4                            | 32,4                            | 32,3                            |
| Průměrná teplota [°C]           | 28,0                            | 28,2                            | 28,4                            | 28,4                            | 28,4                            | 27,9                            | 27,7                            | 27,9                            | 28,1                            | 28,3                            | 28,3                            | 28,2                            | 28,2                            |
| Průměrné denní minimum [°C]     | 23,8                            | 23,8                            | 24,0                            | 24,2                            | 24,3                            | 23,9                            | 23,6                            | 23,6                            | 23,7                            | 23,9                            | 24,1                            | 23,9                            | 23,9                            |
| Zdroj: Cuaca Samarinda          |                                 |                                 |                                 |                                 |                                 |                                 |                                 |                                 |                                 |                                 |                                 |                                 |                                 |